# Drženice
Drženice es un municipio del distrito de Levice en la región de Nitra, Eslovaquia, con una población estimada a final del año 2024 de 389 habitantes.
Se encuentra ubicado al este de la región, cerca de los ríos Ipoly y Hron (ambos, afluentes izquierdos del Danubio) y de la frontera con la región de Banská Bystrica.

## Demografía
| Año        | 1994 | 2004    | 2014    | 2024    |
| ---------- | ---- | ------- | ------- | ------- |
| Población  | 431  | 417     | 380     | 389     |
| Diferencia |      | −3,24 % | −8,87 % | +2,36 % |

| Año        | 2023 | 2024    |
| ---------- | ---- | ------- |
| Población  | 386  | 389     |
| Diferencia |      | +0,77 % |